# ییتس (مونتانا)
ییتس (به انگلیسی: Yates) یک منطقهٔ مسکونی در ایالات متحده آمریکا است که در شهرستان ویباوکس، مونتانا واقع شده‌است. ییتس ۸۴۷٫۹۶ متر بالاتر از سطح دریا واقع شده‌است.